# River City Relay
Il River City Relay è la giocata finale della partita di football americano tra Jacksonville Jaguars e New Orleans Saints della National Football League (NFL) del 21 dicembre 2003 all'ALLTEL Stadium di Jacksonville, Florida. Con i Jaguars in vantaggio 20–13, i Saints utilizzarono tre passaggi laterali per segnare un touchdown mentre il tempo andava esaurendosi. Tuttavia, il kicker di New Orleans John Carney sbagliò il successivo tentativo di extra point che avrebbe portato la partita ai tempi supplementari, dando la vittoria a Jacksonville 20-19.

## Antefatti
I Saints arrivarono alla partita su un record di 7-7, tentando di raggiungere i play-off per la prima volta dal 2000. Avrebbero tuttavia dovuto vincere entrambe le ultime due partite per avere una possibilità di qualificarvisi. Mentre New Orleans si portò in vantaggio inizialmente per 3-0 con un field goal di John Carney, il resto della partita fu dominato dai Jaguars, che a sette secondi dal termine della partita si erano portati in vantaggio 20-13.

## La giocata
I Saints si trovarono sulla propria linea delle 25 yard su una situazione di secondo down e dieci. Il quarterback Aaron Brooks passò il pallone sul suo lato destro per il wide receiver Donté Stallworth, che lo ricevette a metà campo. Stallworth sfuggì a un tentativo di placcaggio del cornerback dei Jaguars Fernando Bryant e si spostò verso l'interno, eludendo altri due placcaggi. L'orologia aveva già raggiunto lo zero e Stallworth passò lateralmente il pallone sulla linea delle 34 yard a Michael Lewis (un passaggio in avanti sarebbe stato irregolare) che portò il pallone sino alla linea delle 25 yard di Jacksonville. A sua volta lo consegnò a Deuce McAllister, che avanzò fino alla linea delle 20 yard. McAllister passò poi il pallone, sempre lateralmente, alla sua destra a Jerome Pathon, che lo agguantò sulla linea delle 24 yard di Jacksonville. Brooks, che aveva percorso correndo tutto il campo, sfuggì a un blocco dell'ultimo difensore dei Jaguars, tuffandosi nella end zone.
Si impiegò diverso tempo da parte degli arbitri per decidere se tutti i tre trasferimenti del pallone (dopo il passaggio a Stallworth) fossero laterali. Tutto ciò di cui necessitavano i Saints era che John Carney segnasse l'extra point per andare ai supplementari.

## Eventi successivi
Carney si allineò per calciare l'extra point, colpì una zolla e il calcio viaggiò all'esterno di pali verso destra. La reazione del radiocronista ufficiale dei Saints Jim Henderson divenne celebre: "NOOOO!!! Ha sbagliato l'extra point calciando a destra! Oh mio Dio, come ha potuto farlo?" I Jaguars vinsero così 20-19.
All'inizio della stagione, l'allenatore Haslett aveva dichiarato ai media di avere molta fiducia in Carney, dicendo che gli avrebbe anche affidato la propria vita. Quando quel giorno gli furono ricordati quei commenti, Haslett affermò "Allora adesso probabilmente sarei morto. È uno dei migliori kicker di tutti i tempi, non avrei mai detto che potesse accadere.
Con la sconfitta, i Saints scesero a un record di 7-8, venendo eliminati dalla contesa per i playoff. Tuttavia, anche se avessero vinto ai supplementari, non si sarebbero comunque qualificati perché nello stesso giorni i Dallas Cowboys vinsero la loro decima partita e in seguito anche i Seattle Seahawks arrivarono a quota dieci vittorie (New Orleans sarebbe potuta arrivare al massimo a nove).
Il River City Relay fu in seguito premiato come giocata dell'anno agli ESPY Awards 2004.